# تانگشتدت
تانگشتدت (به آلمانی: Tangstedt) یک شهر در آلمان است که در شتورمارن واقع شده‌است. تانگشتدت ۶٬۰۵۲ نفر جمعیت دارد.